# Sindaco generale di Andorra
Il sindaco generale è il presidente del parlamento di Andorra, il Consiglio generale di Andorra.

## Lista
| Nome                  | Elezione        | Termine         | Partito                                  | Legislatura |
| --------------------- | --------------- | --------------- | ---------------------------------------- | ----------- |
| Jordi Farràs Forné    | 4 maggio 1993   | 19 gennaio 1994 | Agrupació Nacional Demòcrata (AND)       | 1           |
| Josep Dallerès Codina | 19 gennaio 1994 | 10 marzo 1997   | Agrupació Nacional Demòcrata (AND)       | 1           |
| Francesc Areny Casal  | 10 marzo 1997   | 17 maggio 2005  | Partito Liberale d'Andorra (PLA)         | 2 e 3       |
| Joan Gabriel i Estany | 17 maggio 2005  | 19 maggio 2009  | Partito Liberale d'Andorra (PLA)         | 4           |
| Josep Dallerès Codina | 19 maggio 2009  | 28 aprile 2011  | Partito Socialdemocratico (Andorra) (PS) | 5           |
| Vicenç Mateu Zamora   | 28 aprile 2011  | 2 maggio 2019   | Democratici per Andorra (DA)             | 6           |
| Roser Suñé Pascuet    | 2 maggio 2019   | 26 aprile 2023  | Democratici per Andorra (DA)             | 7           |
| Carles Enseñat Reig   | 26 aprile 2023  | in carica       | Democratici per Andorra (DA)             | 8           |